# Obras completas (Mecano)
Mecano: Obras completas es el título una caja recopilatoria del grupo español de música pop Mecano, puesto a la venta en octubre de 2005. 
Es una caja en color negro, numerada y publicada en edición limitada. Contiene sus siete álbumes oficiales en español, que vienen publicados en formato digipack (estuche de cartón desplegable), y el diseño gráfico de cada uno de los CD simulan ser discos de vinilo. 
Contiene también un "CD Bonus" (sic) con algunos de sus temas en italiano y francés, así como también las canciones "nuevas" del recopilatorio "Ana|José|Nacho" (© 1998) y otros temas que fueron en su momento las Caras B de sencillos y no publicadas nunca en álbumes inéditos oficiales. En resumen, la caja recopilatoria reúne un total de 102 canciones remasterizadas.

## Contenido de la caja recopilatoria
Por motivos prácticos, se ha colocado aquí sólo los títulos de los álbumes, sin el repertorio de los mismos... para más información a cerca de cada uno de los discos, por favor remítase al enlace de cada álbum dentro de Wikipedia.
1. Mecano (℗ 1982).
2. ¿Dónde está el país de las hadas? (℗ 1983).
3. Ya viene el Sol (℗ 1984).
4. Mecano en concierto (℗ 1985).
5. Entre el cielo y el suelo (℗ 1986).
6. Descanso dominical (℗ 1988).
7. Aidalai (℗ 1991).
8. CD Bonus (℗ 1982, 1984, 1986, 1989, 1990, 1991, 1998, 2005).

La caja recopilatoria no incluye el álbum titulado "Lo último de Mecano" (publicado por CBS Columbia, ℗ 1986) por considerarse un disco no-oficial de su discografía, a pesar de contener canciones originales del grupo.
- Datos: Q5681168